# Надзвичайні і Повноважні Посли країн Південної Америки в Україні
Надзвичайні і Повноважні Посли країн Південної Америки в Києві (Україна). Інформація актуальна станом серпень 2019 року.

## Аргентина
1. Луїс Бакеріса (Luis Baquerisa) (1992—1999)
2. Мігель Анхель Кунео (Miguel Angel Cuneo) (1999—2007)
3. Хорхе Даніель Абадес (Jorge Daniel Abades) (2007—2007)[1], Тимчасовий повірений у справах
4. Ліла Ролдан Васкес де Муан (Olga Lila Roldan Vazquez de Moine) (06.09.2007 — 28.12.2015)
5. Херман Густаво Домінгес (German Gustavo Dominguez) (29.12.2015 — 14.06.2016), Тимчасовий повірений у справах
6. Альберто Хосе Алонсо (Alberto José Alonso) (14.06.2016[2][3]- 11.12.2018)
7. Херман Ґуставо Домінґес (German Gustavo Dominguez) (26.12.2018 — 27.02.2019), Тимчасовий повірений у справах
8. Елена Летісія Тереса Мікусінскі (Elena Leticia Teresa Mikusinski) (31.01.2019)[4]

## Болівія
1. Серхіо Уго Санчес Баллівіан (Sergio Hugo Sánchez Ballivián) (2008—2011)[5][6][7]
2. Марія Луїса Рамос Урсагасте (María Luisa Ramos Urzagaste) (2011—)[8]

## Бразилія
1. Себастьян де Рего Баррос Нетто (Sebastião do Rego Barros Netto) (1991—1994)
2. Асдрубал Пінто де Уліссеа (Asdrubal Pinto de Ulysses) (1995—1998)
3. Маріо Аугусто Сантос (Mário Augusto Santos) (1998—2001)
4. Елдер Мартінс де Мораес (Helder Martins de Moraes) (2001—2003)
5. Ренато Луїз Родрігес Маркес (Renato Luiz Rodrigues Marques) (2003—2009)
6. Антоніо Фернандо Круз де Мелло (Antonio Fernando Cruz de Mello) (2009—2016)
7. Освалдо Біато Жуніор (Oswaldo Biato Junior) (2016—2020)[9]
8. Нортон де Андраде Мелло Рапеста (Norton de Andrade Mello Rapesta) (2020 —)[10]

## Венесуела
1. Ана Маргарита Піно Паск'єр (Ana Margarita Pino Pasquier), Тимчасовий повірений у справах
2. Ерік Мігель Маркес Родрігес (Erick Miguel Marquez Rodriguez), Тимчасовий повірений у справах[11]
3. Уго Хосе Гарсія Ернандес (Hugo José García Hernández) (2010—2013), Посол

## Еквадор
1. Байрон Морехон Альмейда (Byron Morejon Almeida) (2004—2007)
2. Патрісіо Альберто Чавес Савала (Patricio Alberto Chávez Závala) (2007—2010)
3. Дієго Стейсі Морено (Diego Stacey Moreno) (2010-)[12]

## Колумбія
1. Естела Варгас Суарес (Estela Vargas Suárez) (1998—2001), з резиденцією у Варшаві[13]
2. Хорхе Альберто Барантес Уллоа (Jorge Alberto Barrantes Ulloa) (2006—2011)[14][15]
3. Вікторія Гонсалес Аріса (Victoria Gonzalez Ariza) (2015—2017)[16]
4. Хав'єр Даріо Ігуера Анхель (Javier Darío Higuera Angel) (2018—2022)[17]
5. Ассад Хосе Хатер Пенья (Assad José Jater Peña) (2023-)[18]

## Парагвай
1. Маркос Мартінес Мендіета (Marcos Martinez-Mendieta) (2004-), з резиденцією у Ватикані
2. Орасіо Альберто Ногес Субісаррета (Horacio Nogues Zubizarreta) (2010-), з резиденцією у Відні[19]

## Перу
1. Луїс Армандо Хосе Лекарос де Коссіо (Armando Lecaros de Cossio) (1993—1995)[20], з резиденцією у Москві
2. Домінго да Фієно Гандольфо (Domingo da Fiano Gandolfo) (1995-1997)[21]
3. Хуан Умберто Умерес Альварес (Juan Humberto Umeres Álvarez) (2004—2005)[22][23]
4. Ліліана де Оларте де Торрес-Муга (Liliana de Olarte de Torres-Muga) (2005—2009)[24][25][26], з резиденцією у Києві
5. Марта Ізабель Чаваррі Дупуй (Martha Isabel Chavarri Dupuy) (2009—2014)[27], з резиденцією у Варшаві.
6. Альберто Салас Барахона (Alberto Salas Barahona) (2016-2022)[28][29]
7. Хуберт Віланд Конрой (Hubert Wieland Conroy) (2023-)[30]

## Уругвай
1. Алехандро Лоренцо і Лосада (Alejandro Lorenzo y Losada) (1993-1995), з резиденцією у Софії
2. Педро Хосе Дондо Куадреллі (Pedro José Dondo Quadrelli) (1995-2000)[31]
3. Хуліо Джамбруно Віана (Julio Giambruno Viana) (2011-2015), з резиденцією у Варшаві
4. Пабло Ернесто Шейнер Корреа (Pablo Ernesto Scheiner Correa) (2015-)

## Чилі
1. Джеймс Хольгер (James Holger) (1993-1997)
2. Маріо Сільберман Гурович (Mario Silberman Gurovich) (2005—2006)
3. Аугусто Парра Муньйос (César Augusto Parra Muñoz) (2008—2011)
4. Хуан Едуардо Егигурен Гузман (Juan Eduardo Eguiguren Guzman) (2011—2015)
5. Альфредо Гарсія Кастельбланко (Alfredo García Castelblanco) (2015-2017)
6. Хуліо Браво Юбіні (Julio Bravo Yubini) (2018-)[32][33][34] з резиденцією у Варшаві.
7. Айлін Хоо Лієм (Aylin Joo Liem) (2023-)[35]